# نمذجة التدهور

منحنى البانيو يوضح احتمال الفشل.

نمذجة التدهور (بالإنجليزية: Deterioration modeling)‏ هي عملية نمذجة وتوقع الظروف المادية للهياكل أو البنية التحتية. يتم تمثيل حالة البنية التحتية إما باستخدام مؤشر حتمية أو احتمال الفشل. أمثلة على مقاييس الأداء هذه هي مؤشر حالة الرصيف للطرق أو مؤشر حالة الجسور للجسور. بالنسبة للمقاييس الاحتمالية، والتي هي محور نظرية الموثوقية، يتم استخدام مؤشر احتمال الفشل أو الموثوقية. تعد نماذج التدهور مفيدة لإدارة أصول البنية التحتية وهي أساس اتخاذ القرارات المتعلقة بالصيانة والتأهيل. حالة كل البنية التحتية المادية تتدهور بمرور الوقت. يمكن أن يساعد نموذج التدهور صانعي القرار على فهم مدى إسقاط الحالة أو انتهاكها لعتبة معينة.
تقليديا، تستخدم معظم البلديات منحنيات التدهور لنمذجة التدهور. في الآونة الأخيرة، تم تقديم أساليب أكثر تعقيدًا تعتمد على المحاكاة ونماذج ماركوف ونماذج التعلم الآلي. يسمى نموذج معروف لإظهار احتمال فشل الأصول طوال حياته منحنى معدل الإخفاق. يتكون هذا المنحنى من ثلاث مراحل رئيسية: فشل الرضيع، الفشل المستمر، وفشل التآكل. في إدارة أصول البنية التحتية، يكون النمط السائد من التدهور بسبب الشيخوخة وحركة المرور والسمة المناخية. وبالتالي، فإن الفشل الذائب هو الأكثر إثارة للقلق.

## أنواع نماذج التدهور

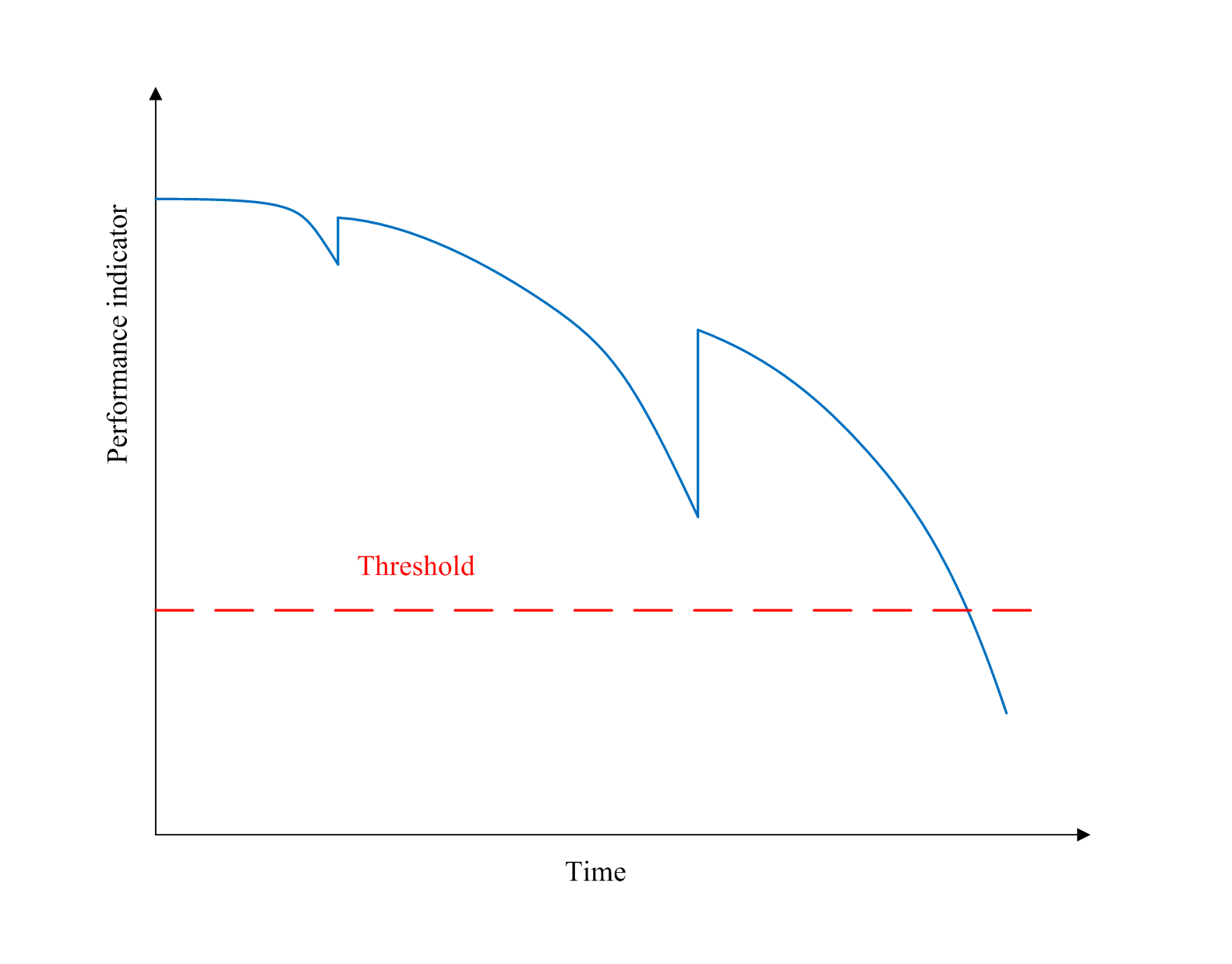
التدهور التخطيطي للأصل مع مرور الوقت. تمثل الزيادة في مؤشرات الأداء إجراء صيانة.

نماذج التدهور إما حتمية أو احتمالية. لا يمكن للنماذج الحتمية تحقيق الاحتمالات. و مع ذلك، يمكن للنماذج الاحتمالية أن تتنبأ بالوضع المستقبلي واحتمال التواجد في هذه الحالة المعينة.

### نماذج حتمية
النماذج الحتمية بسيطة ومفهومة، ولكنها لا يمكن أن تتضمن الاحتمالات. منحنيات تدهور وضعت فقط على أساس العمر هي مثال على نماذج التدهور الحتمية. تقليديا، يتم تطوير معظم النماذج الميكانيستية والميكانيستية-التجريبية باستخدام النهج الحتمية، ولكن في الآونة الأخيرة أصبح الباحثون والممارسون مهتمين في النماذج الاحتمالية.

### نماذج الاحتمالية
أمثلة على نماذج التدهور الاحتمالي هي النماذج التي تم تطويرها استنادًا إلى نظرية الموثوقية و سلسلة ماركوف و التعلم الآلي. على عكس النماذج الحتمية، يمكن أن يشتمل النموذج الاحتمالي على الاحتمال. على سبيل المثال، يمكن أن يوضح أنه خلال خمس سنوات سيكون الطريق في حالة سيئة مع وجود احتمال بنسبة ٪75، وهناك احتمال بنسبة ٪25 في أن يبقى في حالة جيدة. هذه الاحتمالات حيوية لتطوير نماذج تقييم المخاطر. إذا كانت حالة أو فئة مقياس الأداء موضع اهتمام، فيمكن استخدام نماذج ماركوف وخوارزميات تصنيف إحصائي. ومع ذلك، إذا كان صناع القرار مهتمين بالقيمة الرقمية لمؤشرات الأداء، فيجب عليهم استخدام خوارزميات تعلم الانحدار. يتمثل أحد قيود نماذج ماركوف في أنهم لا يستطيعون النظر في تاريخ الصيانة، والتي تعد من بين السمات المهمة للتنبؤ بالظروف المستقبلية. نماذج التدهور التي تم تطويرها استنادًا إلى التعلم الآلي لا تحتوي على هذا القيد. علاوة على ذلك، يمكن أن تتضمن ميزات أخرى مثل السمات المناخية وحركة المرور كمتغيرات إدخال.